# Langley (Warwickshire)
Langley – wieś i civil parish w Anglii, w Warwickshire, w dystrykcie Stratford-on-Avon. W 2011 civil parish liczyła 162 mieszkańców. Langley jest wspomniana w Domesday Book (1086) jako Longelei.